# Rhynchosia cliffordii
Rhynchosia cliffordii är en ärtväxtart som beskrevs av John Hutchinson och Eileen Adelaide Bruce. Rhynchosia cliffordii ingår i släktet Rhynchosia och familjen ärtväxter. Inga underarter finns listade i Catalogue of Life.